# Esther Girsberger
Esther Girsberger (* 1961 in Zürich) ist eine Schweizer Journalistin, Moderatorin, Autorin und Publizistin.

## Leben
Girsberger hat Rechtswissenschaften studiert und promoviert. Später arbeitete sie als Inland-Redaktorin bei der NZZ, war Inlandverantwortliche beim Berner Bund und von 1997 bis 2000 stellvertretende Chefredaktorin und Chefredaktorin des Tages-Anzeigers.
Girsberger war Dozentin an der Zürcher Hochschule für Angewandte Wissenschaften und der Hochschule für Wirtschaft Zürich. Von 2014 bis 2023 war sie Inhaberin und Geschäftsführerin der Agentur speakers.ch AG. Seit April 2020 leitet Esther Girsberger zusammen mit Kurt Schöbi, ab März 2024 mit Urs Hofmann die Ombudsstelle der SRG Deutschschweiz.
Esther Girsberger ist u. a. Geschäftsführerin und Präsidentin der Dr. Georg und Josi Guggenheim-Stiftung, Vizepräsidentin der Musikschulen Zürich (MKZ), Stiftungsratsmitglied des Schweizerischen Jugendmusikfestivals (Sjmv) und Präsidentin der Krebsliga Zürich.
Sie ist verheiratet, Mutter zweier Söhne und lebt in Zürich.

## Werke (Auswahl)
- Abgewählt – Frauen an der Macht leben gefährlich. Xanthippe Verlag, 2004
- Eveline Widmer-Schlumpf – Die Unbeirrbare. Orell Füssli Verlag, 2011
- Livia Leu – Unsere Botschafterin im Iran. Wörterseh Verlag, 2013
- Zivilstand Musiker – Alexander Schaichet und das erste Kammermusikorchester der Schweiz, Verlag Hier und Jetzt, 2020
- „Wohin liebe Schweiz“, Verlag NZZlibro, 2023